# Ambil
Ambil är en ort i Argentina.   Den ligger i provinsen La Rioja, i den centrala delen av landet, 900 kilometer nordväst om huvudstaden Buenos Aires. Ambil ligger 594 meter över havet och antalet invånare är 214.
Terrängen runt Ambil är platt österut, men västerut är den kuperad. Runt Ambil är det mycket glesbefolkat, med 2 invånare per kvadratkilometer.. Närmaste större samhälle är Desiderio Tello, 9,6 kilometer söder om Ambil.
Omgivningarna runt Ambil är i huvudsak ett öppet busklandskap.